# Nậm Dạng
Nậm Dạng hay Nậm Rạng là một xã thuộc huyện Văn Bàn, tỉnh Lào Cai, Việt Nam .
Xã Nậm Dạng có diện tích 36,62 km², dân số năm 1999 là 1.268 người, mật độ dân số đạt 35 người/km².
Tên nêu trong có giải thích tên gọi Nậm Dạng. 